# Gmina Grožnjan
Grožnjan (wł. Grisignana) – gmina w Chorwacji, w żupanii istryjskiej, w środkowej części półwyspu Istria. W 2011 roku liczyła 736 mieszkańców.

## Demografia
Według danych z 2001 gminę Grožnjan zamieszkiwało 785 mieszkańców, z czego 51,2% to Włosi, co czyni z miasteczka i okolic jedyną gminę w Chorwacji, gdzie większość mieszkańców stanowi mniejszość włoska. 26,2% deklaruje narodowość chorwacką, a reszta zalicza się do Istryjczyków. Chorwacki i włoski są oficjalnymi językami w gminie, ale głównie używana jest istryjska odmiana języka weneckiego.

## Miejscowości
Miejscowości wchodzące w skład gminy Grožnjan:
- Antonci (wł. Antonzi)
- Bijele Zemlje (wł. Terre Bianche)
- Grožnjan (wł. Grisignana)
- Kostanjica (wł. Castagna)
- Kuberton (wł. Cuberton)
- Makovci (wł. Macovzi)
- Martinčići (wł. Martincici)
- Šterna (wł. Sterna)
- Vrnjak (wł. Vergnacco)
- Završje (wł. Piemonte)